# حوض الوضوء

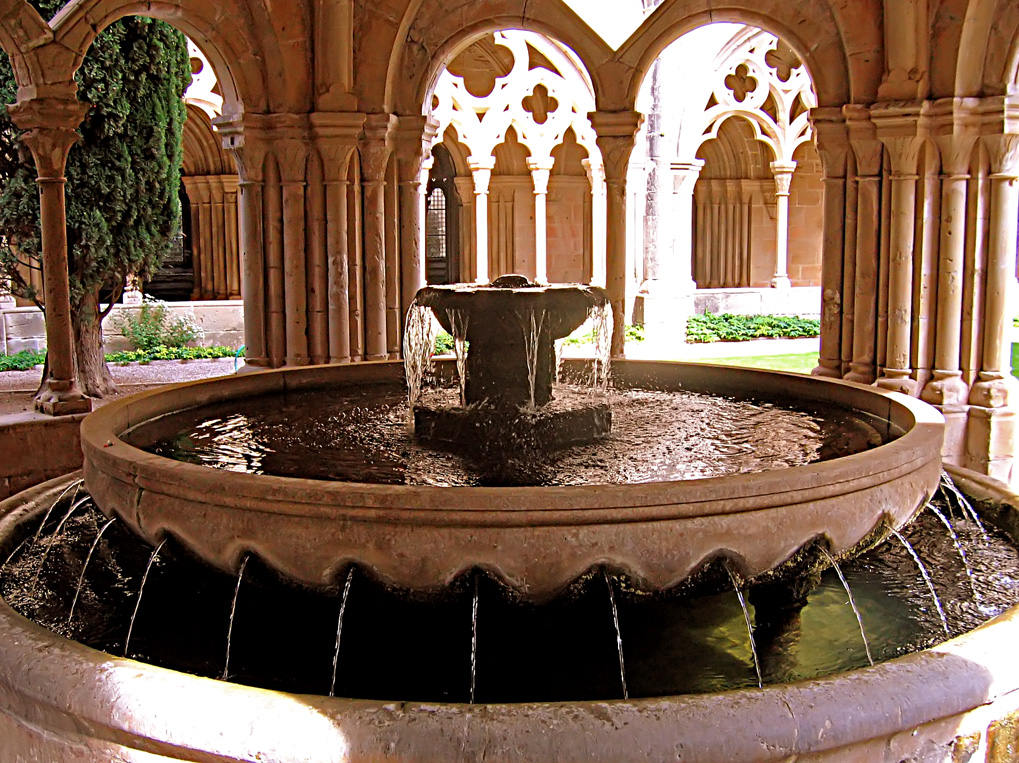
حوض وضوء في كنيسة إسبانيّة يعود للقرن الثاني العشر.

بُنيت في العديد من الكنائس القديمة والأديرة نوافير كبيرة أو أحواض الوضوء أو اللافابو (باللاتينيّة: Lavabo) في الفناء من أجل طقوس الطهارة. حيث كان التقليد المتبع بين المسيحيين آنذاك الغسل قبل الدخول إلى الكنيسة للعبادة. شُرّع هذا الطقس في قوانين رهبانيّة بندكت النيرسي، ونتيجة لذلك تم بناء العديد من أحواض الوضوء في أديرة العصور الوسطى. كما يذكر كل من القديس يوحنا فم الذهب وكيرلس الأورشليمي في مؤلفاتهم طقس غسل المسيحيين أيديهم قبل الدخول إلى الكنيسة للعبادة.

في الكنائس القديمة والكنائس الرومانية الكاثوليكية الحديثة، هناك عدد من أحواض الوضوء المخصصة للعلمانيين لإستخدامات رمزيّة وطقسيّة ترمز إلى تطهير النفس، حيث يقوم المؤمن عادًة بغمس الأصابع في الماء المقدس، ومن ثم القيام في علامة الصليب. تحوي الكنائس التقليديّة على أحواض الوضوء والتي تكون في أغلب الأحيان جزءًا لا يتجزأ من جدار الكنيسة، ويستخدم الكاهن والشماس حوض الوضوء لغسل أيديهم قبل القداس.
في الطقس الرومانّي والغلياني وفي التقاليد المسيحية الغربية عمومًا يغسل الكاهن يديه قبل تلاوة طقس الأفخارستيا، كذلك الأمر في الكنائس الأرثوذكسية الشرقية والكنائس الكاثوليكية الشرقية؛ بالمقابل في التقاليد الأرثوذكسية المشرقية مثل الكنيسة السريانية الأرثوذكسية والكنيسة القبطية الأرثوذكسية يغسل الكاهن يديه بعد تلاوة قانون الإيمان.